# Just Ramírez Palomar
Justo Ramírez Palomar (barri de Velluters, València; 20 de febrer del 1948 - 28 de desembre del 1994) va ser un arquitecte i activista social valencià. Molt actiu en els orígens del moviment veïnal en la ciutat de València durant la Transició, va ser un dels fundadors de l'Associació de Veïns de Torrefiel i membre de la primera coordinadora de la Federació d'Associacions de Veïns. Així mateix, va ser un dels impulsors del moviment pacifista valencià durant els anys huitanta (al col·lectiu Mili-KK). També va ser fundador i militant actiu al Moviment Comunista del País Valencià (MCPV). És especialment recordat com a impulsor i participant en les campanyes veïnals que, durant la Transició, permeteren paralitzar la urbanització de la Devesa del Saler i evitar la construcció d'autopistes al vell llit del Túria.

## Biografia

### Primers anys
Va nàixer al barri de Velluters de València (carrer de Siurana, hui desaparegut). Els seus pares eren comerciants en vins, regentaven un celler al carrer dels Àngels, al mateix barri. Durant la seua infantesa va anar al col·legi dels Escolapis en el mateix barri. Amb les obres de l'avinguda de l'Oest la família s'hagué de traslladar, ja que el celler anava a ser enderrocada per obrir pas a l'avinguda. L'any 1955 els seus pares hagueren d'abandonar l'establiment de Velluters i anar-se'n a obrir un altre al barri de Morvedre. Això va fer que Just continuara els seus estudis al col·legi dels Salesians del carrer de Sagunt, on acabà el Batxillerat.
Decidit a estudiar arquitectura, com en València encara no hi havia Escola d'Arquitectura es traslladà en la tardor de 1965 a Barcelona, on va fer el primer curs. A la tardor següent tornà a València per incorporar-se al primer curs de la nova Escola Tècnica Superior d'Arquitectura de València, en la que finalitzà els seus estudis d'arquitecte. Durant la carrera va integrar-se al Sindicat Democràtic d'Estudiants, del que va ser delegat a València. En aquells anys va iniciar una estreta vinculació d'amistat i companyonia amb Carles Dolç, que perdurà fins a la seua mort.

### Activisme social a València
En acabar els seus estudis s'incorporà com a tècnic al Col·legi Territorial d'Arquitectes de València, però alhora "va projectar els seus coneixements i la seua preocupació per la ciutat al terreny del moviment veïnal del qual va formar part molt activament en la dècada dels setanta". Veí i membre de l'associació veïnal del barri de Torrefiel, va formar part de la primera coordinadora d'Associacions de Veïns de l'Horta abans que es constituïra en federació després de l'assentament de la democràcia. Combinava l'activisme veïnal amb la militància política, el que li portà a presentar-se com a candidat.
En aquells temps va ser un dels principals impulsors de les mobilitzacions que reivindicaven el Saler i l'antic llit del Túria com espais verds. El seu nom està vinculat a aquells lemes d'El Saler per al poble i El llit del Túria és nostre i el volem verd, que els rescabalaren dels intents especuladors de la Devesa del Saler, hui part integrant del Parc Natural de l'Albufera, i el llit del riu, hui Jardí del Túria. Durant el procés de redacció del Pla General d'Ordenació Urbana de València aprovat en 1988, va realitzar nombrosos suggeriments a l'Ajuntament des del Col·legi d'Arquitectes.
Al llarg dels anys huitanta del segle XX també va publicar nombrosos articles d'opinió en mitjans com El Temps i al suplement "Territori i Vivenda" de Levante-EMV. Tanmateix va publicar, en el context de la Transició, el llibre «Una proposta per uns ajuntaments democràtics i valencians» (Edicions 3 i 4, 1977) i pòstumament el recull "Articles urbans", amb Carles Dolç (Publicacions de la UPV, 1999), articles d'opinió sobre urbanisme apareguts a diferents diaris. Al llarg de la seua carrera professional va fer estudis sobre distints fenòmens urbans, com ara el de la segona residència, i practicà la docència de la urbanística.
Record de Just
Els seus companys i companyes del col·lectiu Revolta li dedicaren, cap a l'any 2000, una de les sales del Centre Cultural Ca Revolta al barri de Velluters de València, el Centre de Recursos Just Ramírez. Companys de professió i entitats culturals i veïnals han promogut al llarg dels anys que se li dedicara un carrer a la ciutat de València. Demanda que ha estat finalment acollida per l'Ajuntament de València en maig de 2017, que li ha assignat l'antic carrer Economista Gay.